# Bettmersee
Der Bettmersee ist ein mittelgrosser Bergsee oberhalb der Bettmeralp im Schweizer Kanton Wallis. Er liegt südlich des Aletschgletschers auf einer Höhe von 2009 m ü. M. auf der orographisch rechten Seite des Rhonetals.
Er ist Teil der „Großen Drei-Seen-Wanderung“, die Besucher von See zu See führt (unter anderem Blausee und Märjelensee) und herrliche Ausblicke auf den Aletschgletscher bietet.

## Zugang
Die autofreie Bettmeralp ist aus dem Tal (Bahnstation, Bushaltestelle und Parkplatz) nur mit der Luftseilbahn – über Betten oder direkt – erreichbar. Eine weitere Seilbahn führt vom nördlichen Ortsrand etwas unterhalb des Sees hinauf zum Bettmergrat mit einem Panorama-Restaurant und Blick auf den Aletschgletscher.
In etwa 10 Gehminuten gelangt man vom Dorfzentrum zum See.

## Lage
| \| \| |
|       |

 
 
 

Lage des Bettmersees in den Berner Alpen (links)
und in der Schweiz (rechts).

## Nachweise
1. 1 2  Lage und Höhe gemäss «geo admin.ch»
2. 1 2  Lage und Fläche gemäss «bergfex.ch».
3. ↑  Der Bettmersee auf «schweizersee.ch»